# Nagy Tinerfe
Nagy Tinerfe (kb. XIV. század) egy legendás hős és guancsó mencey (őslakos király) Tenerife szigetén (Kanári-szigetek, Spanyolország). 
Sunta mencey fia volt, aki a Kanári-szigeteknek a Kasztíliai királyság általi, 1494-ben kezdődő meghódítása előtt uralta a szigetet. Nagy Tinerfe elődeihez hasonlóan Adejében élt, körülbelül 100 évvel a hódítás előtt.
Halála után Tinerfe fiai kilenc királyságra osztották a szigetet. A spanyol hódítás idején a királyok a következők voltak:
- Acaimo vagy Acaymo (Tacoronte menceyatoja).
- Adjoña: (Abona menceyatoja).
- Añaterve: (Güímar menceyatoja).
- Bencomo: (Taoro menceyatoja).
- Beneharo: (Anaga menceyatoja).
- Pelicar: (Adeje menceyatoja).
- Pelinor: (Icode menceyatoja).
- Romen: (Daute menceyatoja).
- Tegueste: (Tegueste menceyatoja).

Némely történész szerint Tenerife szigetének neve a Tinerfe szóból ered.

## Fordítás
Ez a szócikk részben vagy egészben  a   Tinerfe című angol Wikipédia-szócikk fordításán alapul.  Az eredeti cikk szerkesztőit annak laptörténete sorolja fel. Ez a jelzés csupán a megfogalmazás eredetét és a szerzői jogokat jelzi, nem szolgál a cikkben szereplő információk forrásmegjelöléseként.